# Mănăstirea franciscană din Baia de Criș

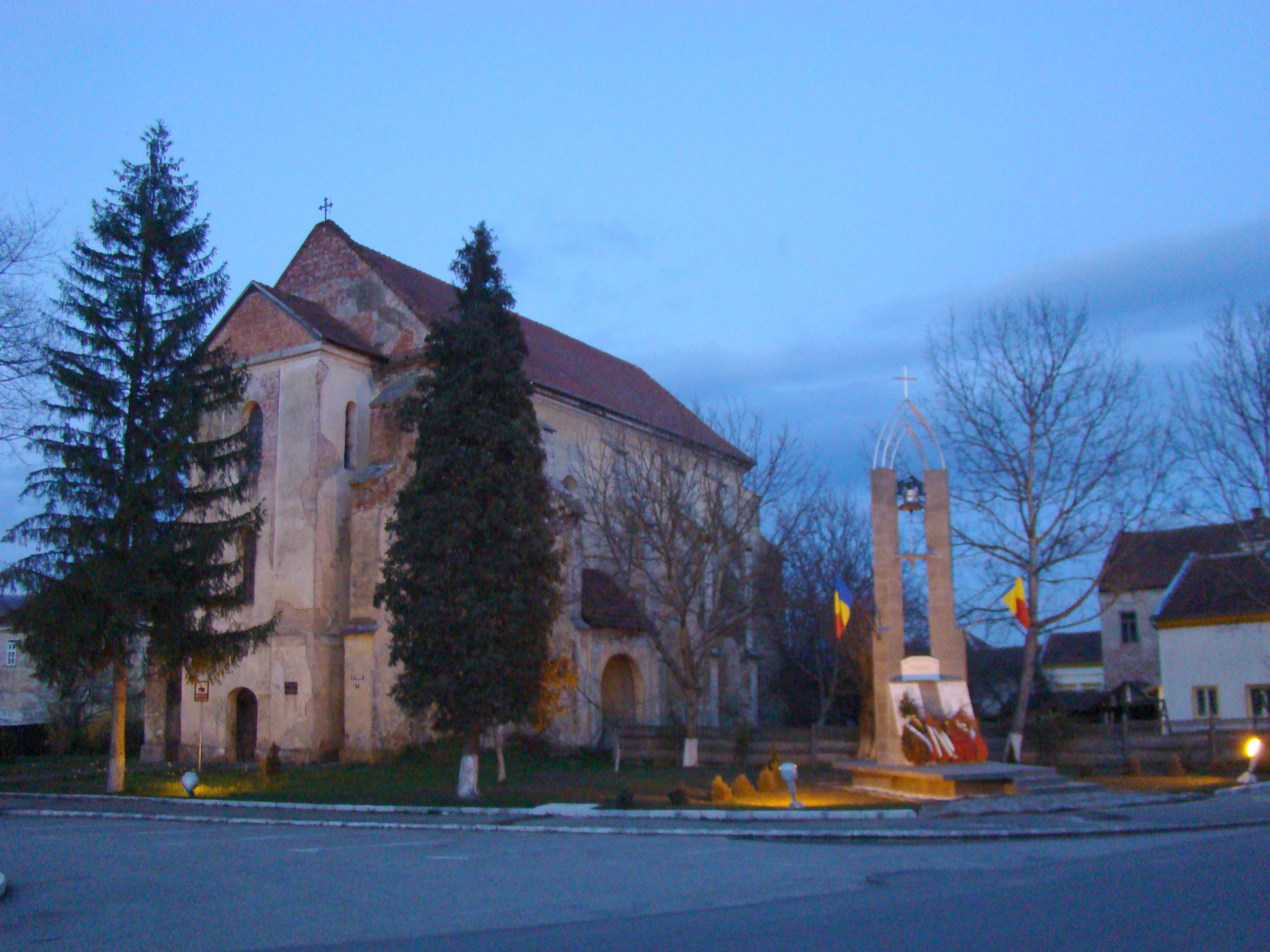
Mănăstirea franciscană din Baia de Criș, comuna Baia de Criș, județul Hunedoara, foto: aprilie 2013.

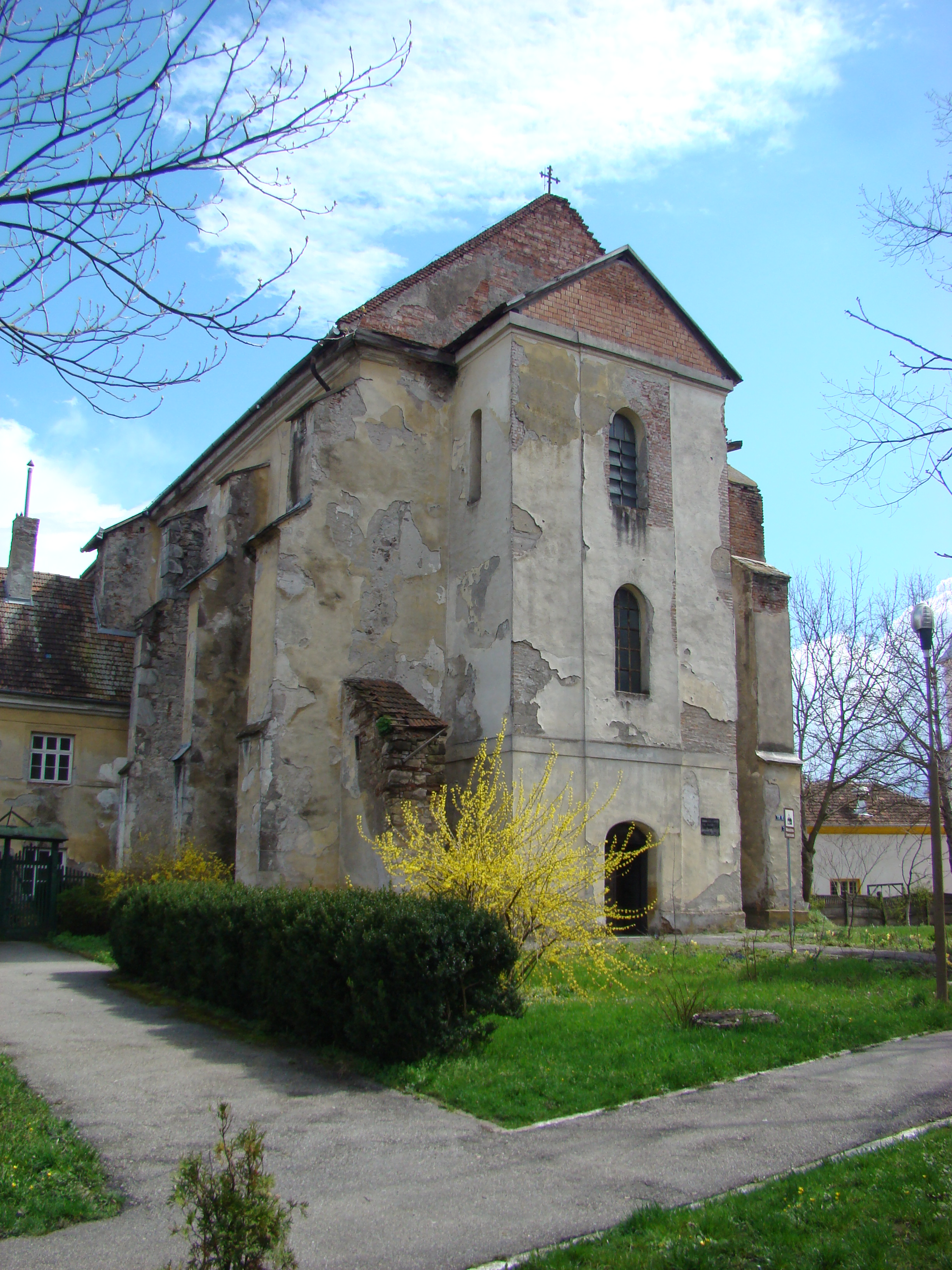
Mănăstirea franciscană din Baia de Criș, comuna Baia de Criș, județul Hunedoara, foto: aprilie 2013.

Biserica mănăstirii franciscane din Baia de Criș este cea mai impunătoare clădire medievală gotică de pe valea Crișului Alb. Mănăstirea franciscană din Baia de Criș figurează pe lista monumentelor istorice 2010 codul HD-II-a-A-03241 și cuprinzând următoarele obiective: 
- Biserica mănăstirii franciscane, cod LMI HD-II-m-A-03241.01
- Claustru, cod LMI HD-II-m-A-03241.02

## Istoric și trăsături
Biserica romano-catolică din Baia de Criș a fost clădită pe la sfârșitul veacului al XIV-lea, după cum arată ferestrele înalte, gotice, prevăzute cu rozete. Zidurile sunt de piatră și cărămidă. Din clădirea medievală s-au păstrat zidurile și arcul triumfal, precum și pilaștrii masivi, externi, de sprijin al zidurilor. 
La sfârșitul secolului al XVI-lea biserica a fost arsă și a rămas timp de aproape 200 de ani fără acoperiș, în stare părăsită. În această perioadă s-a prăbușit bolta ogivală gotică a bisericii, au pierit frescele și întregul mobilier medieval. Parohia Romano Catolică din Baia de Criș a fost reînființată în anul 1722 de călugării franciscani, care deservesc biserica și astăzi. Pentru serviciile religioase ei au construit o capelă provizorie în partea sudică a bisericii. Pe urmă, între anii 1770-1776, au restaurat biserica care a primit atunci înfățișarea sa actuală. Bolta bisericii nu au refăcut-o în forma sa originală gotică (ogivală), ci în formă rotundă, precum se construia în perioada stilului baroc. La fațada bisericii au mai construit și un turn înalt în stil baroc, care în anul 1925 s-a prăbușit și nu s-a mai putut reconstrui. 
Din mobilierul bisericii din perioada restaurării, astăzi se mai păstrează cele două altare laterale și amvonul, care sunt opere originale în stil baroc cu valoare artistică, în special amvonul decorat cu statuia „Bunului Păstor” și trei basoreliefuri reprezentând scene din patimile Domnului (Agonia din grădina Ghetsimani, capturarea și biciuirea Domnului). În același stil baroc ca și la altarele laterale era construit și un mare altar principal, care însă a fost înlocuit în 1860 de actualul altar neogotic care nu prezintă o valoare artistică deosebită. Partea centrală (tabernacolul) al marelui altar baroc demontat se păstrează și astăzi în biserica greco-catolică din Baia de Criș, iar tabloul altarului principal vechi se poate vedea pe peretele bisericii (în partea dreaptă), care este o pictură în ulei, reprezentând vizita Fecioarei Maria la vara sa Elisabeta. Autorul nu este cunoscut.
Pavajul de piatră al bisericii a fost făcut în anul 1846. Biserica a fost pictată în anul 1898, atunci s-au executat pe bolta bisericii cele trei tablouri care reprezintă Sfânta Treime, sfântul Ioan de Capistrano după victoria asupra turcilor la Belgrad (1496), respectiv Maica Domnului. 
Clădirea de lângă biserică a fost clădită în cea de-a doua jumătate a secolului al XVIII-lea pentru a-i adăposti pe călugării franciscani care deserveau biserica. Arhiva și biblioteca veche a mănăstirii au avut de suferit în urma revoluției din 1848.

## Imagini

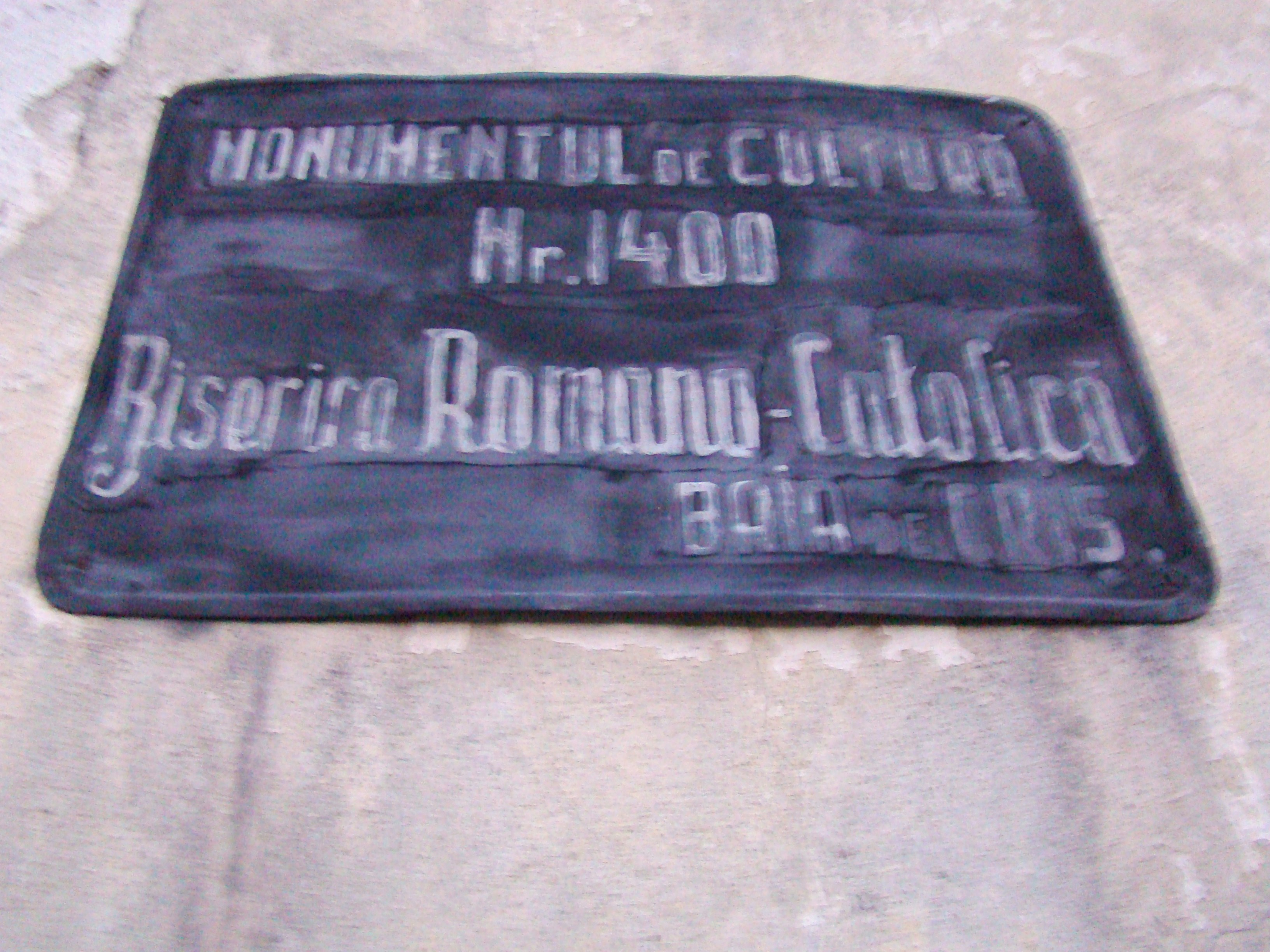
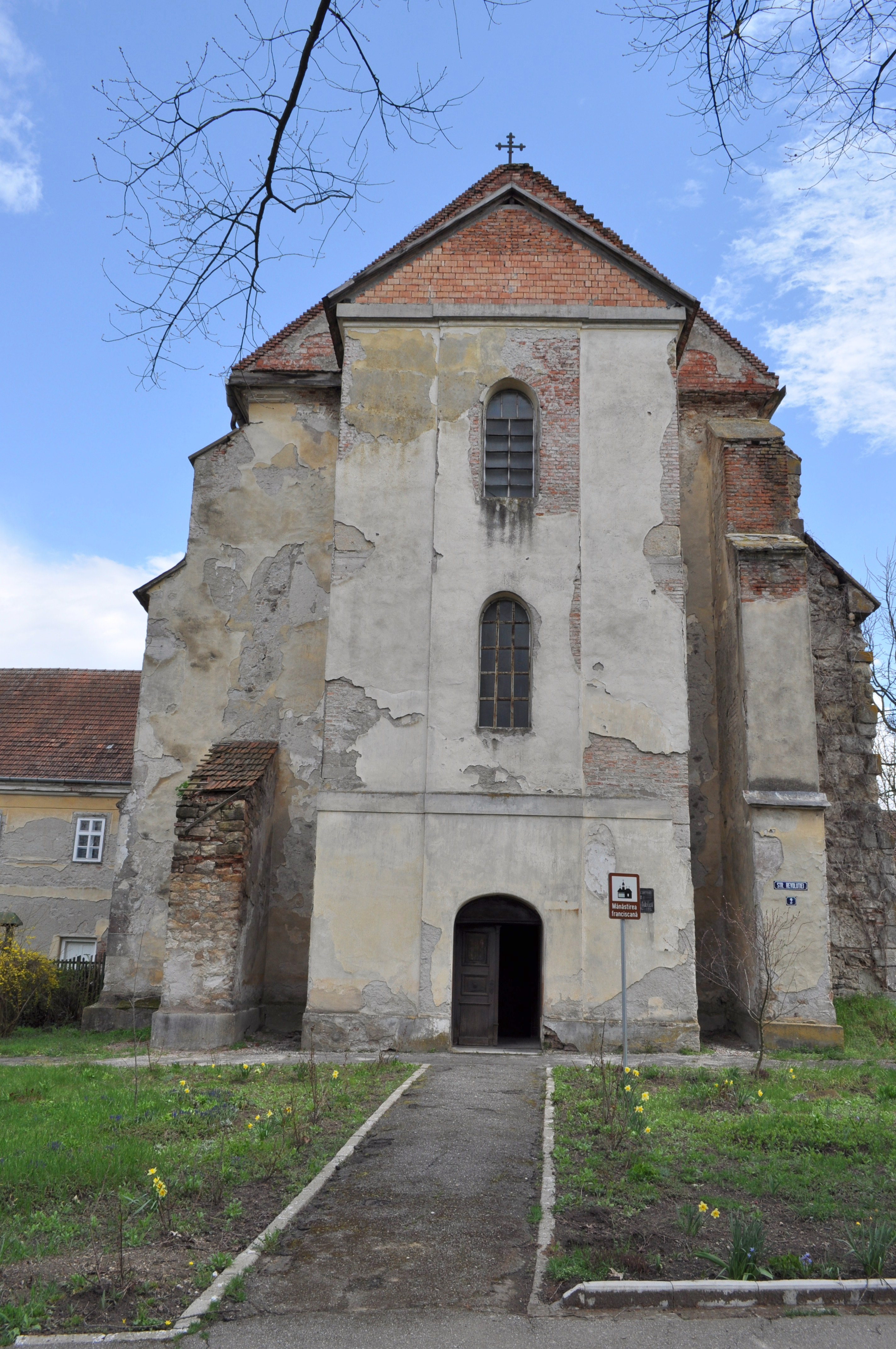
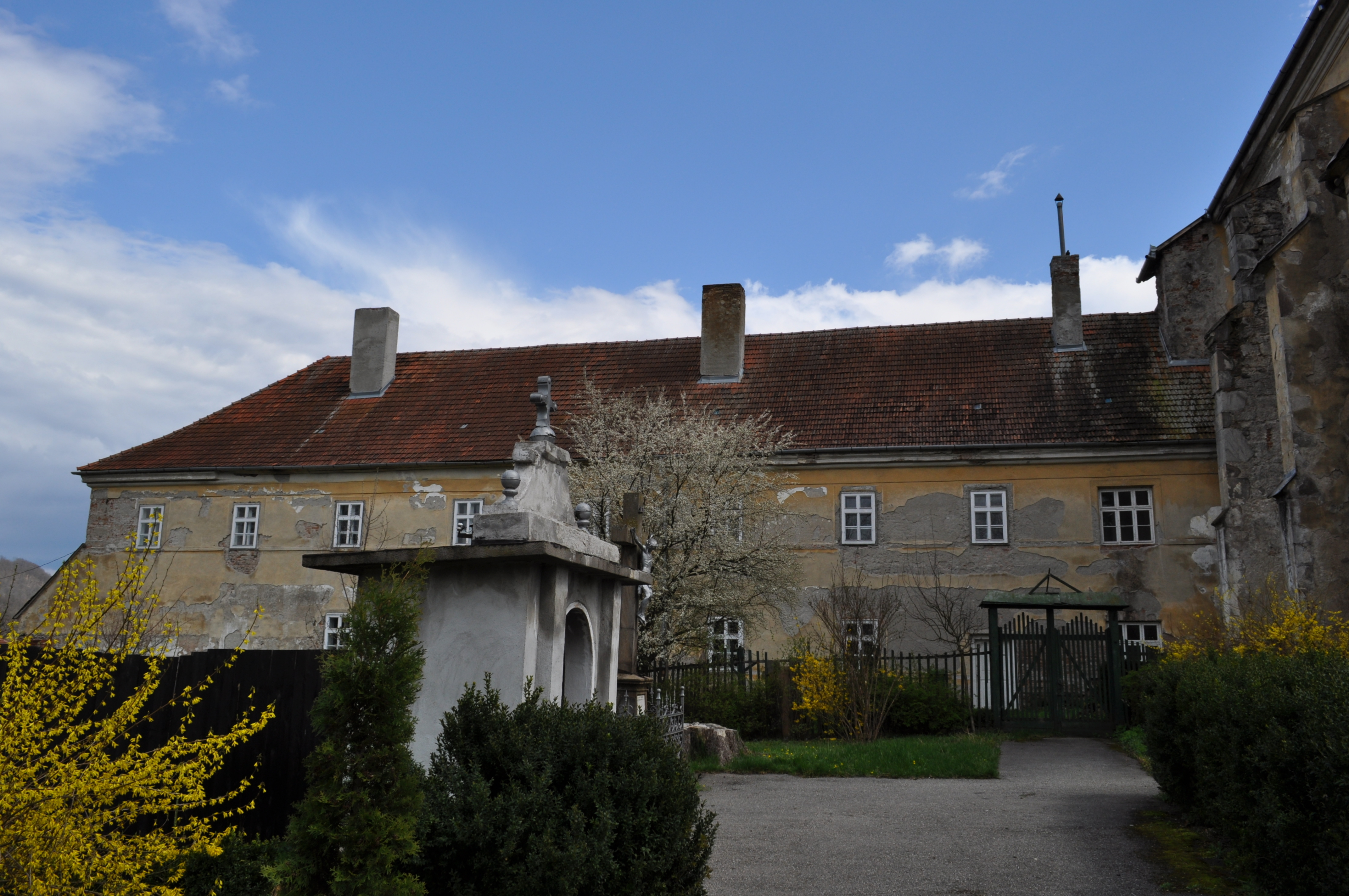
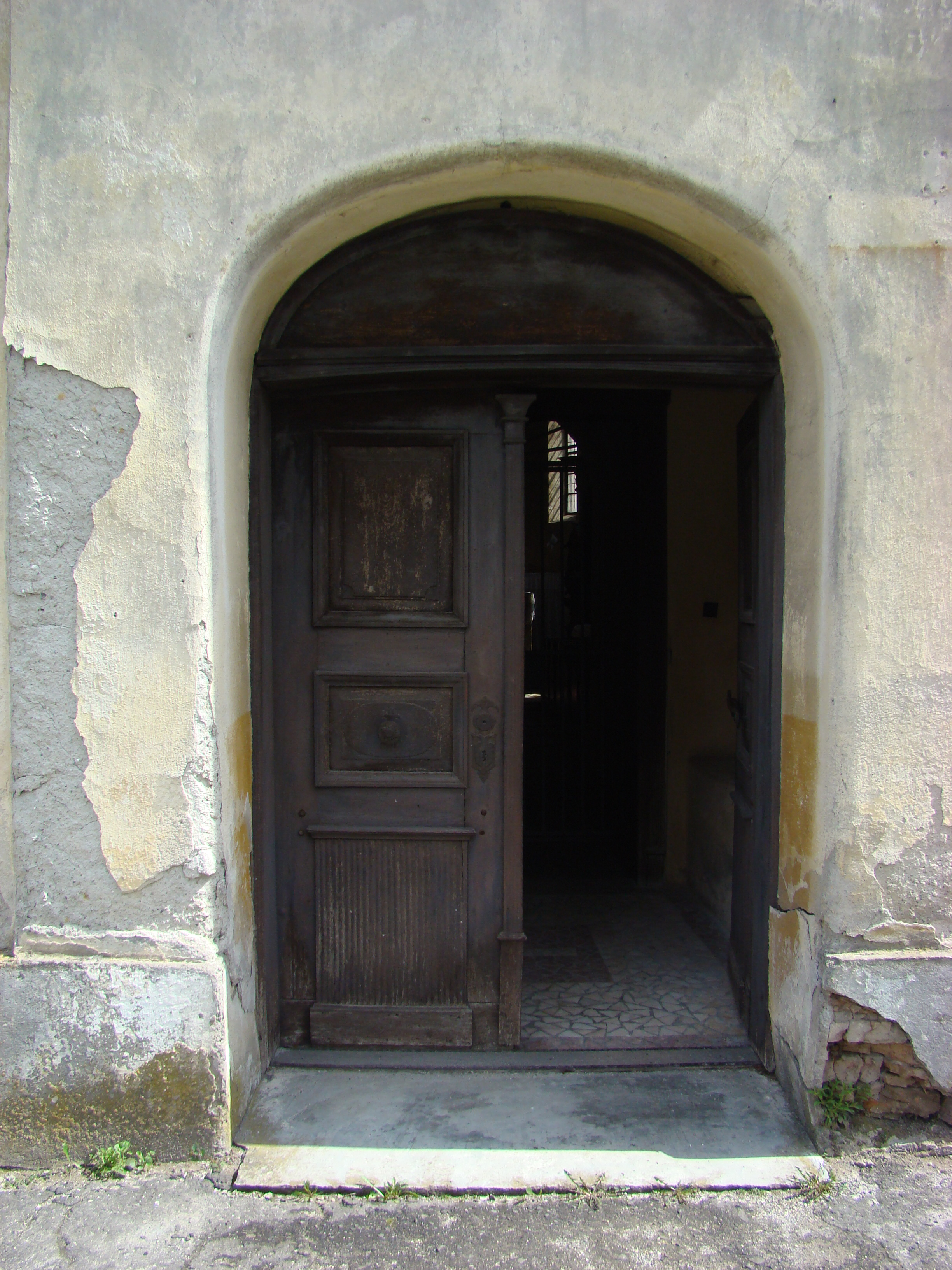
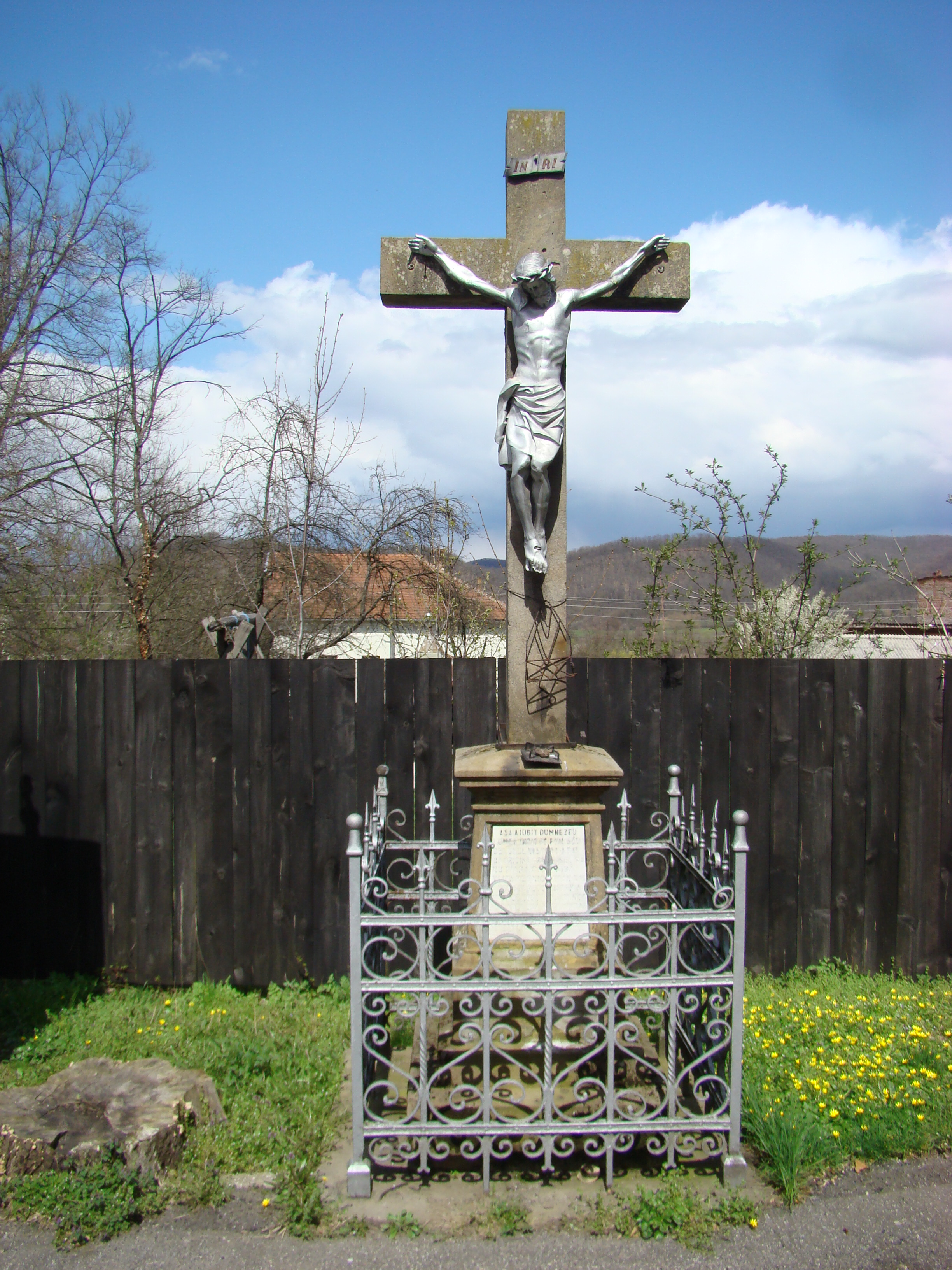
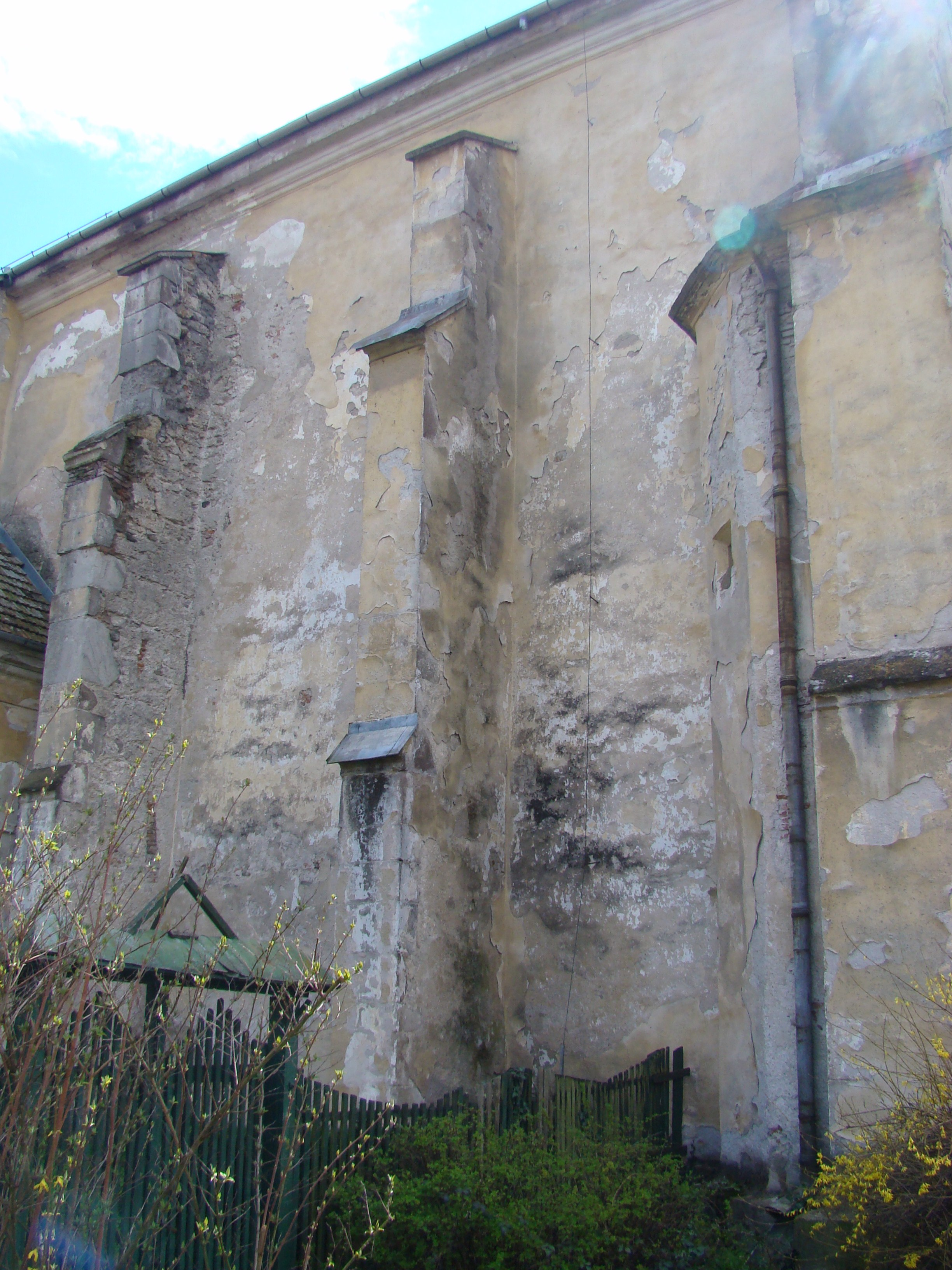
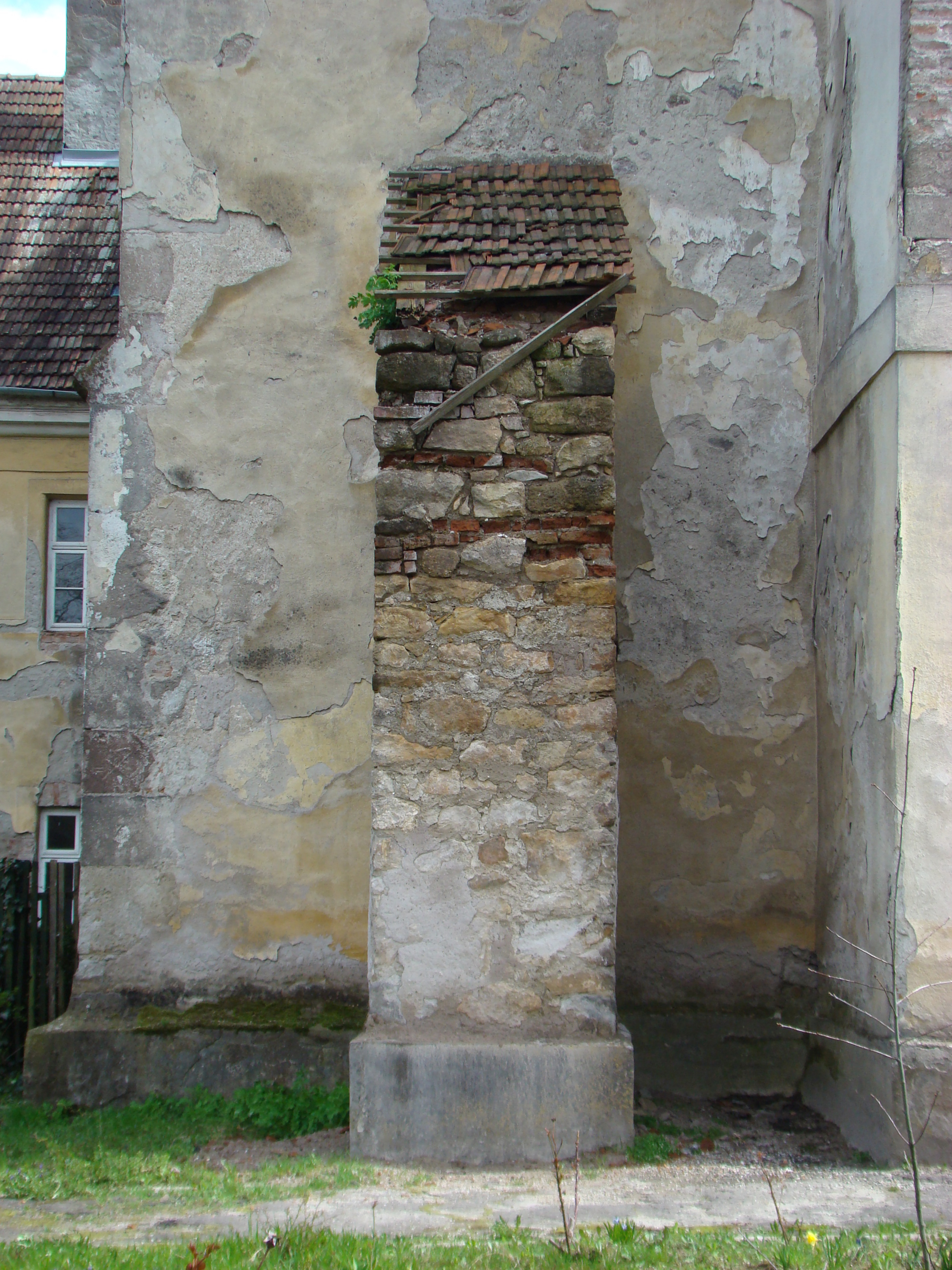
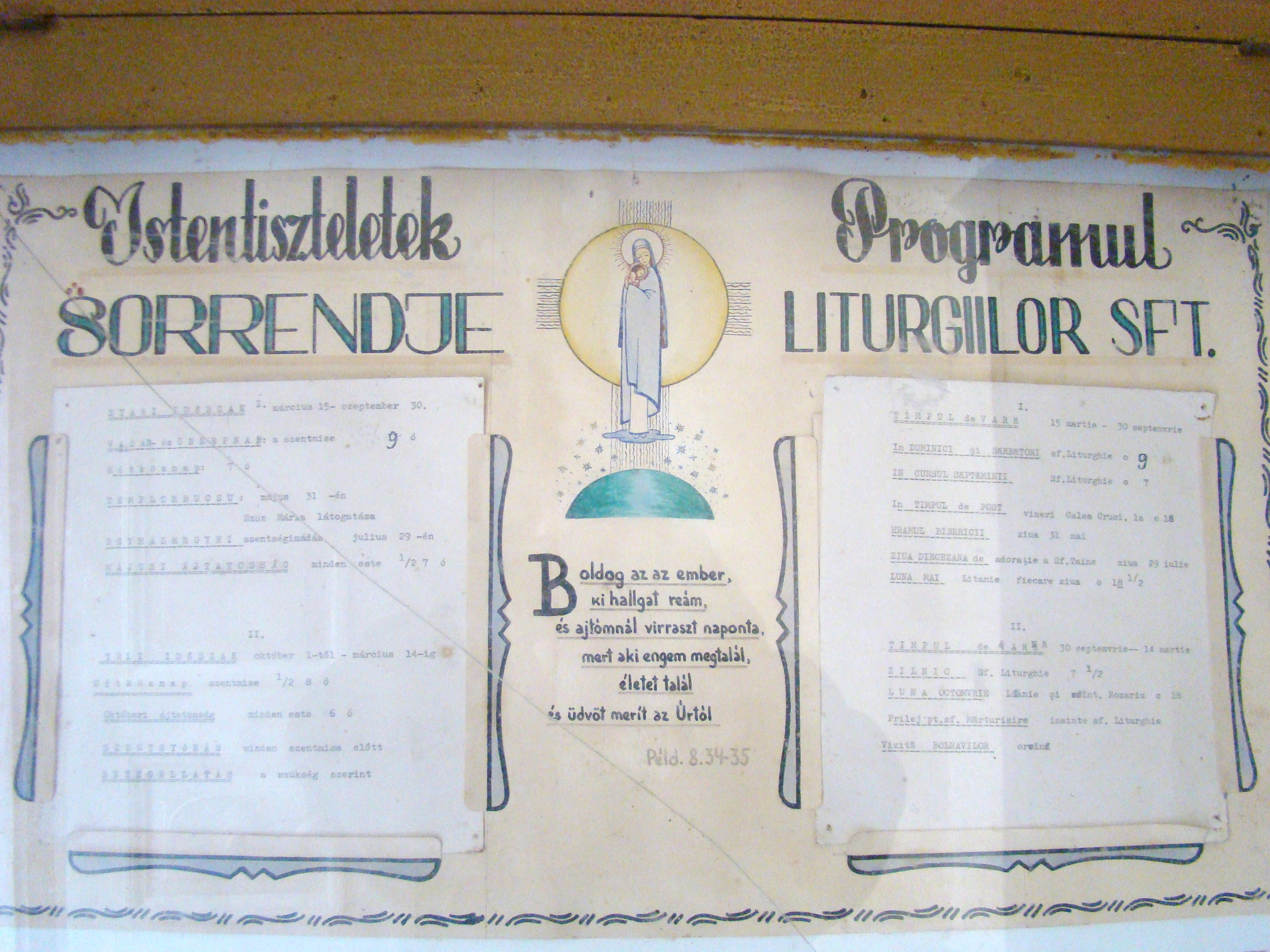
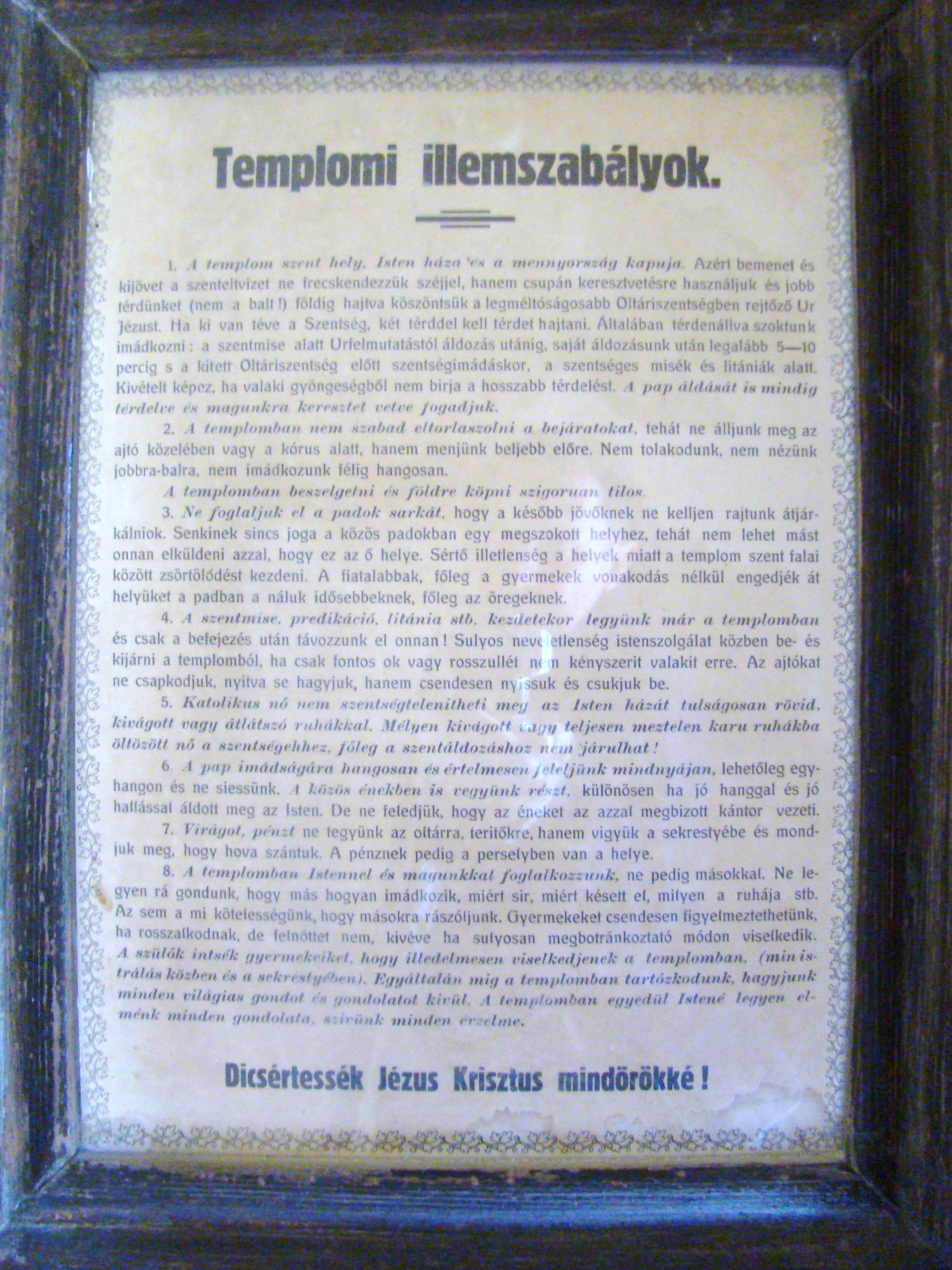
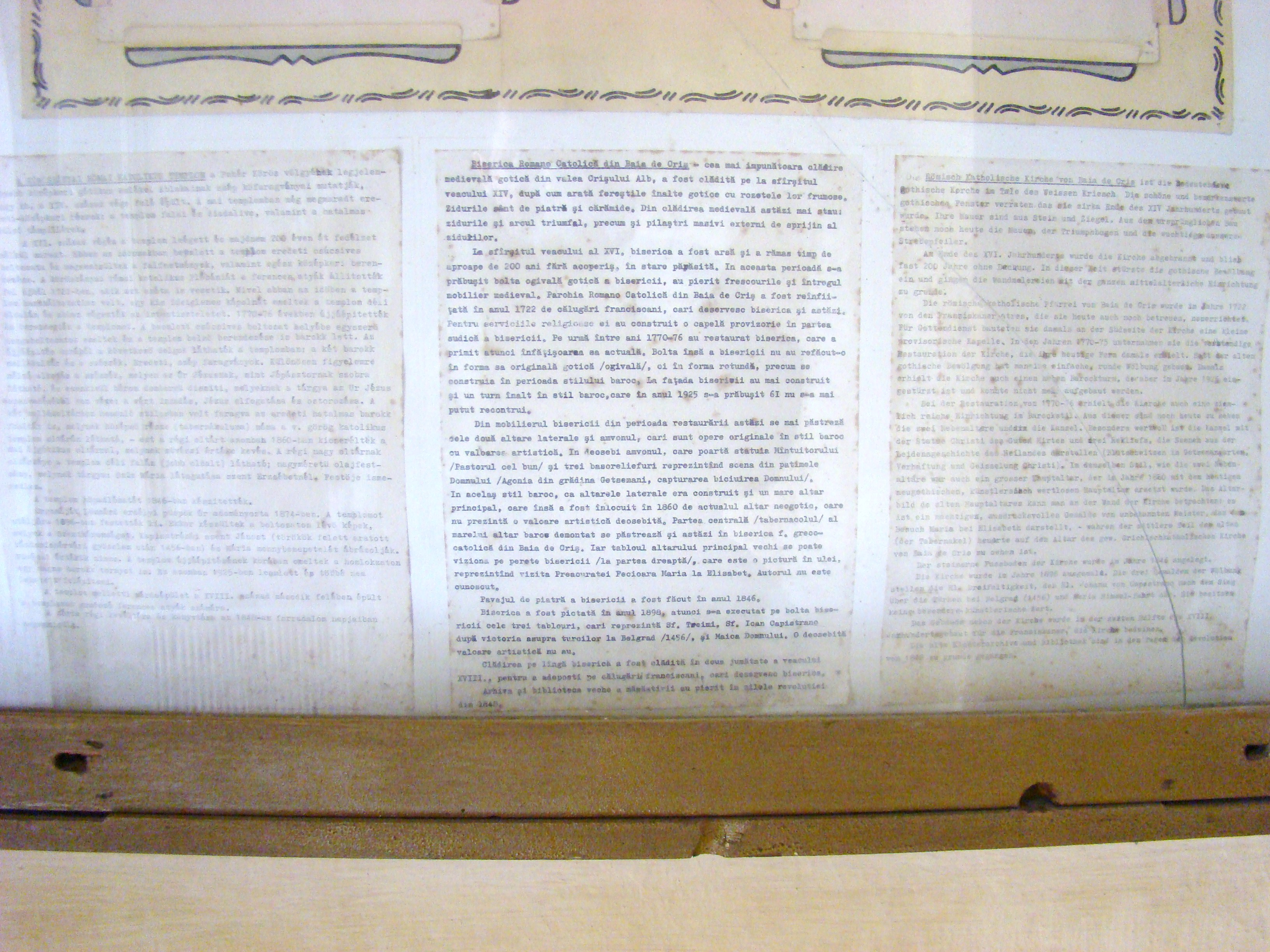
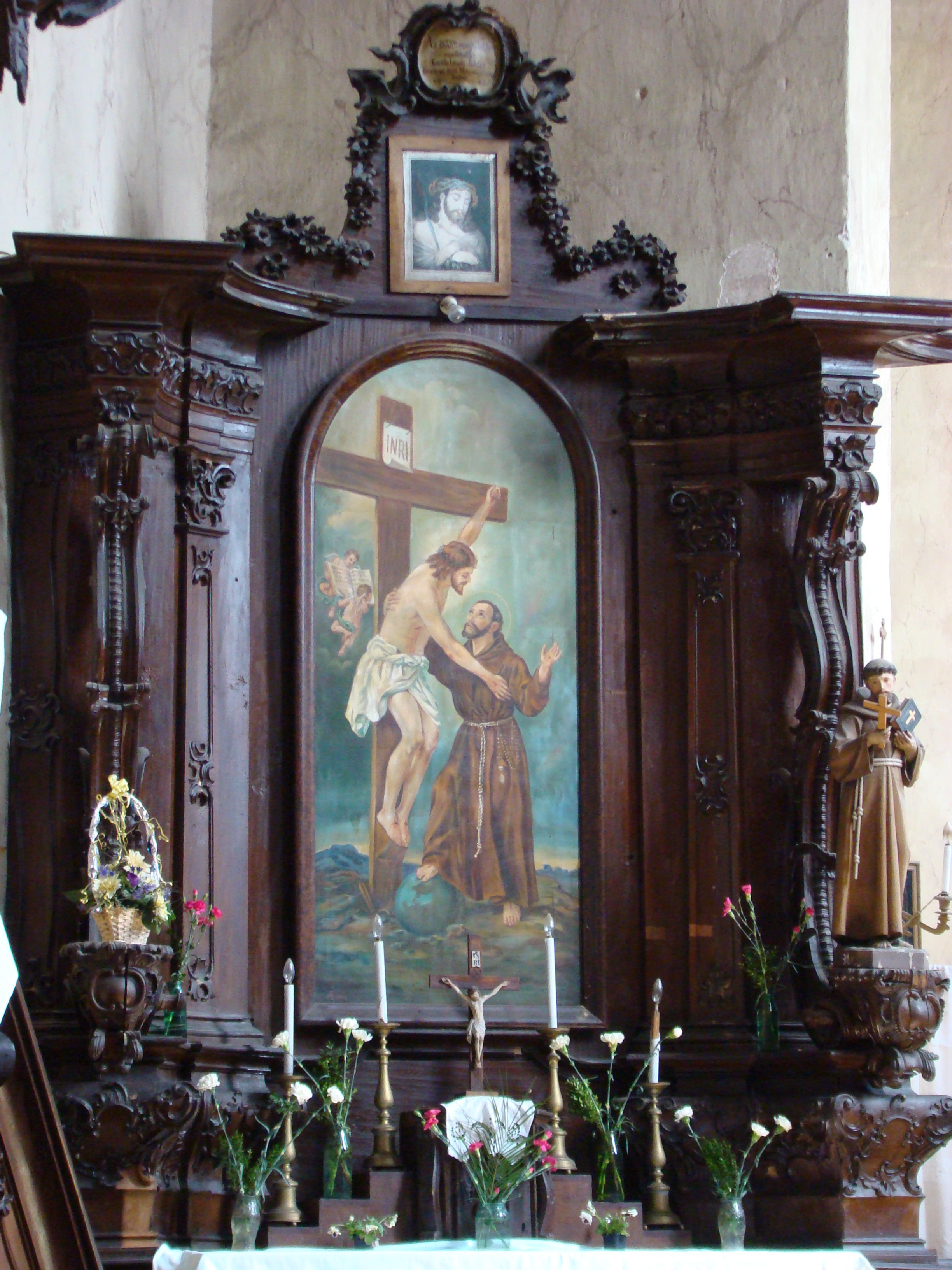
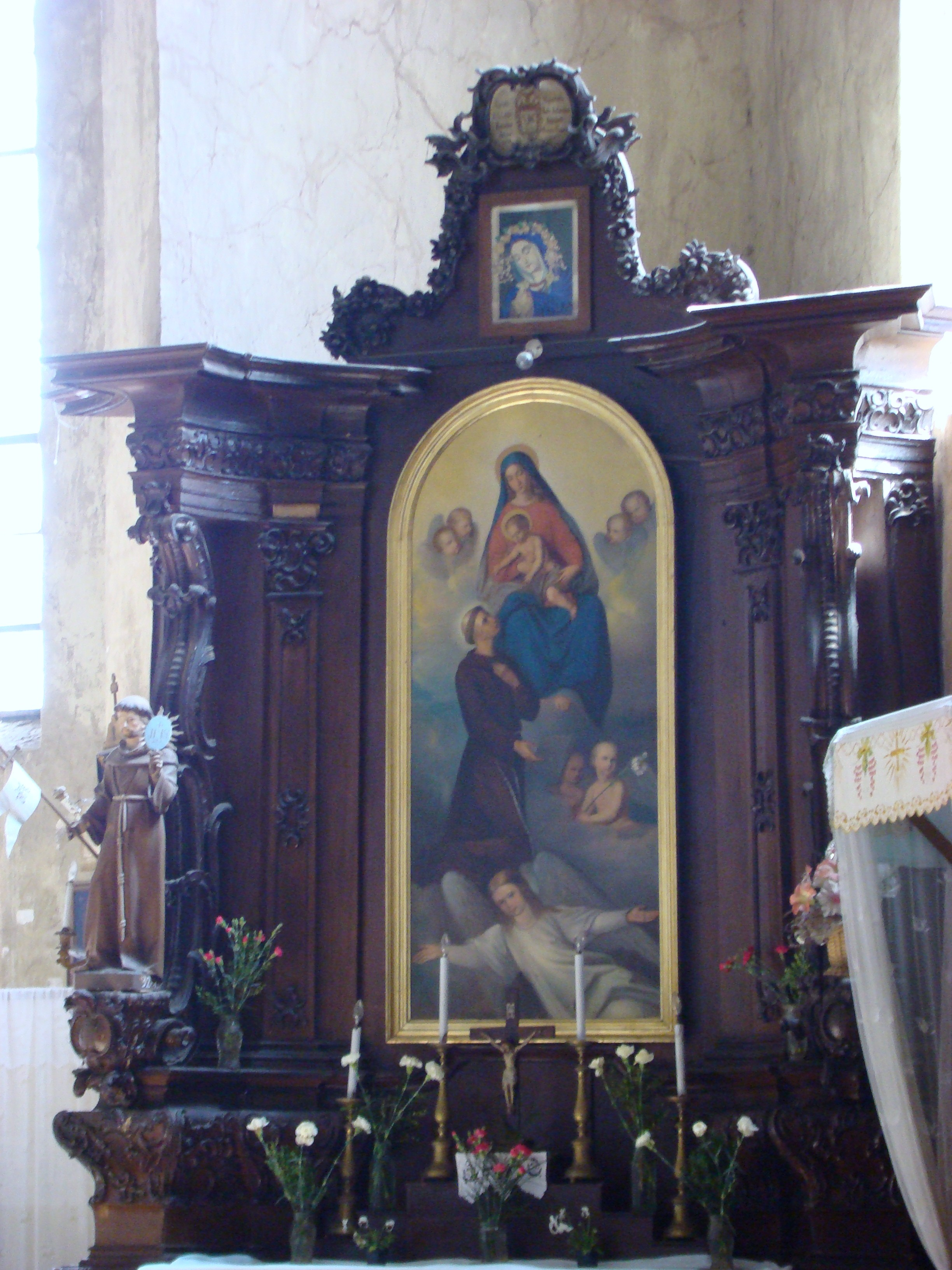
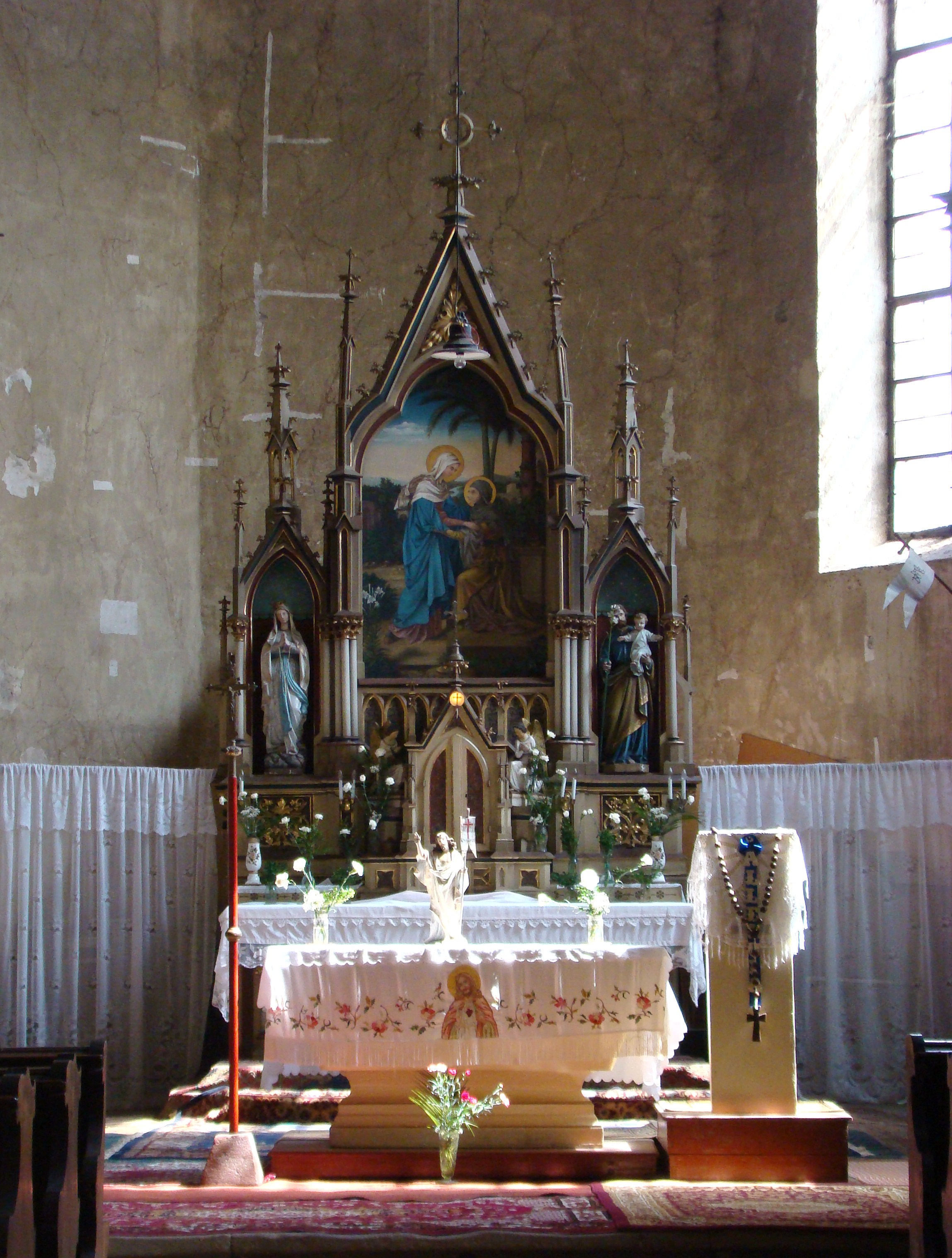
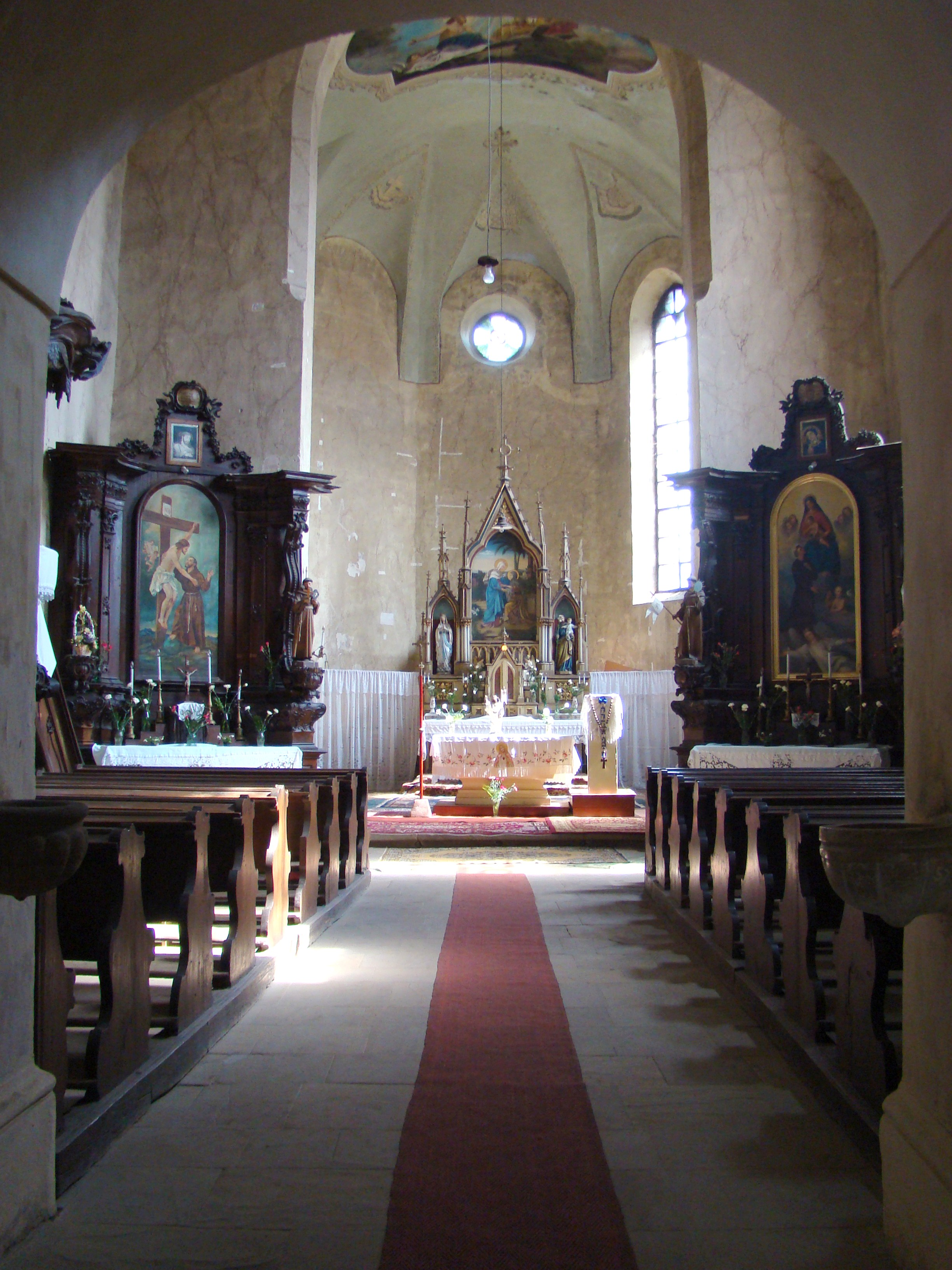